# Gino Bolognese
Gino Bolognese (Nogara, 23 febbraio 1910 – Goito, 6 settembre 1943) è stato un calciatore italiano.